# Valerietta
Valerietta é um gênero de traça pertencente à família Arctiidae.